# Touch (2024)
Touch (in Island auch Snerting, beides für „Berührung“ oder auch „Rührung“) ist ein Filmdrama von Baltasar Kormákur. Der Liebesfilm mit Egil Ólafsson, Yoko Narahashi, Pálma Kormákur und Kōki in den Hauptrollen, der sich über zwei Kontinente und 50 Jahre erstreckt, basiert auf dem gleichnamigen Bestsellerroman von Ólafur Jóhann Ólafsson. Der Film kam im August 2024 in die deutschen Kinos. Touch wurde von Island als Beitrag für die Oscarverleihung 2025 als bester Internationaler Film eingereicht.

## Handlung
Als sich der verwitwete Koch Kristófer zur Ruhe setzt, erinnert er sich an seine Vergangenheit als junger Mann und unternimmt im Jahr 2020, zu Beginn der Coronavirus-Pandemie, eine spontane Reise nach Japan, um dort ein Mädchen namens Miko wiederzufinden, das 50 Jahre zuvor, als er es in London kennenlernte, auf mysteriöse Weise verschwand.
Sie war mit ihrem Vater aus Hiroshima nach London gekommen und Mikos Mutter erlag den Folgen des Atombombenangriffs auf die Stadt. Kristófer arbeitete in den 1970er Jahren während seines Studiums in London für ihren Vater in dem japanischen Restaurant, das dieser betrieb, als Tellerwäscher und lernte dort das Kochen.

## Produktion

### Literarische Vorlage und Filmstab
Der Film basiert dem Bestsellerroman Touching (in Island Snerting) des Isländers Ólafur Jóhann Ólafsson, der 2020 bei Veröld veröffentlicht wurde. Im August 2024 wurde er in einer Übersetzung von Gisa Marehn im Berlin Verlag veröffentlicht. Der Roman spielt im heutigen Reykjavík und in Tokio sowie in den 1960er Jahren im London und war im Jahr seines Erscheinens das meistverkaufte Buch in Island. Vorherige erfolgreiche und weltweit in mehr als 20 Sprachen veröffentlichte Bücher des Autors sind Absolution, The Journey Home, The Sacrament und One Station Away.
Regie führte Baltasar Kormákur, der gemeinsam mit Ólafur Jóhann Ólafsson auch das Drehbuch schrieb. Zu Baltasar Kormákurs früheren bekannten Regiearbeiten gehören 2 Guns aus dem Jahr 2013 mit Denzel Washington und Mark Wahlberg in den Hauptrollen und Everest aus dem Jahr 2015, in dem er die Hauptrollen mit Jason Clarke, Josh Brolin, John Hawkes und Robin Wright besetzte. Die Filmmusik für Touch komponierte Högni Egilsson.

### Besetzung und Dreharbeiten
Der Schauspieler, Komponist und Sänger Egill Ólafsson spielt in der Hauptrolle den Witwer Kristófer, der sich auf eine Reise nach Japan begibt, um dort die Liebe seines Lebens wiederzufinden, ein Mädchen namens Miko, das er während seiner Studienzeit in London kennenlernte. Yoko Narahashi spielt dieses Mädchen als Erwachsene. In jungen Jahren wird Kristófer von Palmi Kormákur gespielt, dem Sohn des Regisseurs. Auch Model und Songwriterin Kōki übernahm im Film eine Rolle und spielt die junge Miko.
Die Dreharbeiten wurden im Oktober 2022 begonnen und fanden bis Ende des Monats in London statt. Weitere Aufnahmen waren im November 2022 in Island in den RVK Studios und am Jahresende in Japan angesetzt. Als Kameramann fungierte Bergsteinn Björgúlfsson.

### Marketing und Veröffentlichung
Die Vertriebsrechte des Fims in den USA erwarb Focus Features. In anderen Ländern übernahm Universal den Vertrieb. Ursprünglich war die Veröffentlichung des Films im Herbst 2023 geplant. Der erste Trailer wurde im Juni 2024 vorgestellt. Am 12. Juli 2024 brachte Focus Features den Film in die US-Kinos. Der Kinostart in Deutschland erfolgte am 8. August 2024. Ebenfalls im August 2024 wurde er beim Norwegischen Filmfestival in Haugesund gezeigt. Im Januar 2025 wird Touch beim Palm Springs International Film Festival und beim Tromsø International Film Festival vorgestellt.

## Rezeption

### Altersfreigabe
In den USA erhielt der Film von der MPAA ein R-Rating, was einer Freigabe ab 17 Jahren entspricht. In Deutschland wurde der Film von der FSK bereits ab 12 Jahren freigegeben. In der Freigabebegründung heißt es, die romantische Geschichte sei ruhig, in schönen Bildern und sehr einfühlsam erzählt und konzentriere sich dabei ganz auf die Figuren. Zahlreiche ernste Themen würden behandelt oder angedeutet, darunter Hiroshima und die Folgen der Atombombe und eine erzwungene Sterilisation. Der Film gehe behutsam mit diesen Aspekten um, und auch eine gezeigte Sexszene sei zurückhaltend inszeniert.

### Kritiken
Von den bei Rotten Tomatoes aufgeführten Kritiken sind 92 Prozent positiv bei einer durchschnittlichen Bewertung mit 7,6 von 10 möglichen Punkten. Bei Metacritic hat der Film einen Metascore von 74 von 100 möglichen Punkten.

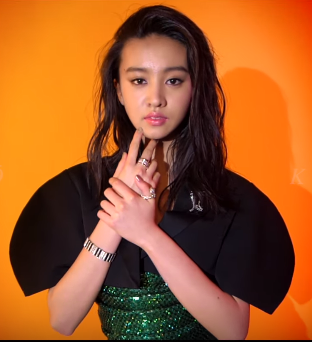
Kōki, besonders in Japan und in den USA als Model, Sängerin und Schauspielerin bekannt, spielt Miko

Gaby Sikorski schreibt in ihrer Kritik für Filmstarts, einer der großen Pluspunkte des Films sei neben den guten schauspielerischen Leistungen der ruhige und undramatische Erzählfluss für eine eigentlich sehr emotionale Geschichte. Die sensible Lovestory entwickele sich in klaren, kühlen Bildern und mit viel zeitgenössischer Atmosphäre einschließlich eines wunderbar stimmungsvollen Soundtracks. Die zärtliche Liebesgeschichte mit viel Sixties-Flair, die sich über zwei Kontinente und 50 Jahre erstreckt, gehe streckenweise wirklich ans Herz, und Baltasar Kormákurs Touch erweise sich als durchaus sehenswertes Melodram. Zu verdanken sei dies dem liebenswerten jungen Hauptdarsteller Pálmi Kormákur als der junge Kristófer, aber auch die erst 20-jährige Kōki spiele Miko mit viel Selbstbewusstsein und graziös bis in die Fingerspitzen.
Britta Schmeis schreibt in ihrer Kritik für epd Film, Touch sei ein wunderbarer Liebesfilm, ein modernes Märchen mit einem Happy End ganz ohne Bitterkeit für Miko und Kristófer nach 50 Jahren. Dabei ziehe der Film melancholische Sanftheit den tragischen Tönen vor.
Jörg Gerle vom Filmdienst schreibt in seiner Kritik, die kitschig-traurige, aufwühlend-aufregende Geschichte lehre vor allem eines: dass das Glück nämlich nicht darin besteht, alles an sich zu reißen, ungeachtet der Schäden, die ein solcher vielleicht nachvollziehbarer Akt bei anderen bewirkt. Glück bedeute hier vielmehr die Freude an Dingen, auf die man aus der Ferne blickt. Den Zuschauern fordere diese Erkenntnis in jedem Fall die eine oder andere Träne ab. Touch sei Romantik ohne Comedy, dafür mit umso mehr Herzblut.

### Auszeichnungen
Touch wurde von Island als Beitrag für die Oscarverleihung 2025 als bester Internationaler Film eingereicht und später in eine 15 Titel umfassende Shortlist dieser Kategorie aufgenommen.
Artios Awards 2025
- Nominierung für das Beste Casting in einem internationalen Spielfilm[20]

Edda 2025
- Auszeichnung als Bester Haupdarsteller (Egill Ólafsson)
- Auszeichnung für die Beste Nebenrolle (Pálmi Kormákur)
- Auszeichnung für die Beste Kostüme (Margrét Einarsdóttir)
- Auszeichnung für das Beste  Make-up (Ásta Hafþórsdóttir)
- Auszeichnung für das Beste Szenenbild (Sunneva Ása)
- Auszeichnung für den Besten Ton (Kjartan Kjartansson)
- Auszeichnung für die Beste Filmmusik (Högni Egilsson)
- Auszeichnung für den Besten Filmschnitt (Sigurður Eyþórsson)
- Auszeichnung für die Beste Kamera (Bergsteinn Björgúlfsson)
- Auszeichnung für das Beste Drehbuch (Ólafur Jóhann Ólafsson und Baltasar Kormákur)[21]

Filmpreis des Nordischen Rates 2024
- Nominierung als Bester Film[22]

Les Arcs Film Festival 2024
- Nominierung als Bester internationaler Film[23]

Palm Springs International Film Festival 2025
- Nominierung als Bester internationaler Spielfilm
- Nominierung für den Bridging the Borders Award[24][25]

Tromsø International Film Festival 2025
- Auszeichnung mit dem Publikumspreis[26]